# Col·lecció d'Eines Salvador Comas
La Col·lecció d'Eines Salvador Comas és una col·lecció particular de diversos objectes recollida pel pauenc Salvador Comas i Albert, qui, l'any 1994, va crear un museu particular a l'antic celler de casa seva, al carrer Tramuntana, on es pot veure una àmplia col·lecció d'objectes personals, minerals, eines del camp, documentació diversa, fotografies antigues, objectes de vidre, mesures antigues.
Entre els diversos objectes que s'hi poden veure hi ha: les nimelles (que servien per collir raïms abans de la utilització de les tisores), el serretell (una peça de ferro que, subjectada sobre el morro d'una bèstia de tir, permetia guiar l'animal en estirar-li les regnes), el mallal d'oli (mesura antiga equivalent a 12 litres d'oli), la tremuja (que servia per abocar el raïm dins de les bótes), la magallina (una eina que servia per tallar rebrolles de les oliveres), la quarterola (una bóta portàtil de dos litres), el mallal de vi (una mesura antiga equivalent a 16 litres), el morral (que servia perquè els animals no es mengessin els brots dels ceps), la llàntia (que s'utilitzava per acompanyar el viàtic), el recatxador (que servia per arreglar els cèrcols de les bótes i de les semals), el picotí (una mesura per a gra equivalent a una quaranta-vuitena part de la quartera), etc.

## L'Edifici
Situada dins del nucli urbà de la població de Pau, a l'edifici situat al carrer Tramuntana, 14. La col·lecció es troba instal·lada a la planta baixa de l'edifici, a l'interior de l'antic celler, actualment en desús. Es tracta d'un espai de planta rectangular cobert amb voltes d'aresta bastides amb maons, disposats a pla. Els murs que delimiten l'estança es troben bastits amb pedra de diverses mides, sense treballar, lligada amb morter de calç. S'hi accedeix a través del pati interior davanter (des del carrer Tramuntana) o bé des d'una petita porta del carrer Sant Honorat.

## Salvador Comas
Salvador Comas i Albert va néixer a Pau (Alt Empordà) el 4 de març de 1921. Fins als 10 anys, Salvador Comas va anar a l'escola de Pau amb el mestre Pere Caussa. L'any 1931 va viure la proclamació de la Segona República Espanyola. L'any 1936 va anar a l'escola de Jaume Oliveras, a can Bassols, també a Pau. El gener de 1939 va ser mobilitzat però va passar a França i no va haver de lluitar. Després de la Guerra Civil va fer el servei militar durant tres anys. El 1946 es va casar amb Emerenciana Caussa i va tenir tres fills, en Josep, la Concepció i la Rosa Maria. Va ser president i després secretari de la Germandat de Llauradors. L'any 1961 va ser el primer secretari de la Cooperativa Agrícola de Pau i l'any 1962 va ser jutge de pau del poble. El 26 de febrer de 1965 el van nomenar alcalde i ho va ser durant més de set anys. El 1995 va fundar el Casal de la Gent Gran, amb altres veïns del poble. L'any 1994 va crear un museu particular a l'antic celler de casa seva, al carrer Tramuntana.